# Comté de Témiscamingue
Pour les articles homonymes, voir Témiscamingue (homonymie).
Le comté de Témiscamingue était un comté municipal du Québec ayant existé entre le 3 avril 1912, et 15 avril 1981,. Il a été créé d'une partie du comté de Pontiac.
Le territoire qu'il couvrait est aujourd'hui compris dans la région administrative de l'Abitibi-Témiscamingue et correspond à la l'actuelle municipalité régionale de comté (MRC) de Témiscamingue ainsi qu'à la ville de Rouyn-Noranda. Son chef-lieu était la municipalité de Ville-Marie.

## Municipalités situées dans le comté
| Nom                                   | Origine et évolution durant l'existence du comté                                                                                            | Changements survenus après la disparation du comté      | Références |
| ------------------------------------- | --- | ------------------------------------------------------- | ---------- |
| Angliers                              | créé en 1945 |                                                         | [ 6 ]      |
| Bellecombe                            | créé en 1979 |                                                         | [ 7 ]      |
| Belleterre                            | créé en 1942 |                                                         | [ 8 ]      |
| Duhamel-Ouest                         | créé en 1911 |                                                         | [ 9 ]      |
| Fabre                                 | créé en 1904; divisé entre Saint-Édouard-de-Fabre et Saint-Placide-de-Béarn en 1912                                                         |                                                         | [ 10 ]     |
| Fugèreville                           | créé en 1904 sous le nom de Laverlochère-et-Baby-Partie-Est; renommé Fugèreville en 1921                                                    |                                                         | [ 11 ]     |
| Guérin                                | créé en 1911 |                                                         | [ 12 ]     |
| Laforce                               | créé en 1979 |                                                         | [ 13 ]     |
| Latulipe-et-Gaboury                   | créé en 1924 |                                                         | [ 14 ]     |
| Laverlochère                          | créé en 1912 sous le nom de Saint-Isidore; renommé Laverlochère en 1977                                                                     |                                                         | [ 15 ]     |
| Letang                                | créé en 1980 | fusionné à Témiscaming en 1988                          | [ 16 ]     |
| Lorrainville                          | détaché de Notre-Dame-de-Lourdes-de-Lorrainville en 1930                                                                                    |                                                         | [ 17 ]     |
| Moffet                                | créé en 1953 |                                                         | [ 18 ]     |
| Nédélec                               | créé en 1909 |                                                         | [ 19 ]     |
| Noranda                               | créé en 1926 | regroupé avec Rouyn pour former Rouyn-Noranda en 1986   | [ 20 ]     |
| Notre-Dame-de-Lourdes-de-Lorrainville | créé en 1913 | fusionné à Lorrainville en 1994                         | [ 17 ]     |
| Notre-Dame-des-Quinze                 | créé en 1913 sous le nom de Guigues-Partie-Nord; renommé Notre-Dame-des-Quinze en 1914; fusionné à Notre-Dame-du-Nord en 1951               |                                                         | ,          |
| Notre-Dame-du-Nord                    | créé en 1919 sous le nom de Nédélec-Partie-Sud; renommé Notre-Dame-du-Nord en 1928                                                          |                                                         | [ 23 ]     |
| Rémigny                               | créé en 1978 |                                                         | [ 24 ]     |
| Rouyn                                 | créé en 1926 | regroupé avec Noranda pour former Rouyn-Noranda en 1986 | [ 20 ]     |
| Saint-Bruno-de-Guigues                | créé en 1897 sous le nom de Guigues; renommé Saint-Bruno-de-Guigues en 1912                                                                 |                                                         | [ 25 ]     |
| Saint-Édouard-de-Fabre                | créé en 1912 lors de la division de la municipalité de canton de Fabre                                                                      |                                                         | [ 10 ]     |
| Saint-Eugène-de-Guigues               | créé en 1912 |                                                         | [ 26 ]     |
| Saint-Placide-de-Béarn                | créé en 1912 sous le nom de Saint-Placide lors de la division de la municipalité de canton de Fabre; renommé Saint-Placide-de-Béarn en 1956 | renommé Béarn en 1983                                   | [ 27 ]     |
| Témiscaming                           | créé en 1888 sous le nom de Temiscaming; renommé Kipawa en 1920; renommé de nouveau Témiscaming en 1921                                     |                                                         | [ 27 ]     |
| Ville-Marie                           | créé en 1897 |                                                         | [ 28 ]     |